# الكتب المقدسة في الإسلام
الكتب السماوية حسب الإسلام هي الكتب التي أنزلها الله على أنبيائه ورسله، حيث جاء في القرآن في سورة النساء الآية 163: ﴿إِنَّا أَوْحَيْنَا إِلَيْكَ كَمَا أَوْحَيْنَا إِلَى نُوحٍ وَالنَّبِيِّينَ مِنْ بَعْدِهِ وَأَوْحَيْنَا إِلَى إِبْرَاهِيمَ وَإِسْمَاعِيلَ وَإِسْحَاقَ وَيَعْقُوبَ وَالْأَسْبَاطِ وَعِيسَى وَأَيُّوبَ وَيُونُسَ وَهَارُونَ وَسُلَيْمَانَ وَآتَيْنَا دَاوُدَ زَبُورًا ۝١٦٣﴾ [النساء:163]، ويجب على كل مسلم ومسلمة أن يؤمنوا بالكتب السماوية من توراةٍ وزبورٍ وإنجيلٍ وقرآنٍ.

## الكتب كما وردت في القرآن

### المرتبة الدينية
يعتبر الإيمان بالكتب السماوية من أهم أركان الإيمان الستة وقد ذكر في القرآن: ﴿وَالَّذِينَ يُؤْمِنُونَ بِمَا أُنْزِلَ إِلَيْكَ وَمَا أُنْزِلَ مِنْ قَبْلِكَ وَبِالْآخِرَةِ هُمْ يُوقِنُونَ ۝٤﴾ [البقرة:4]، حيث أن العقيدة الإسلامية تقتضي الإيمان بكل الرسل والأنبياء السابقين وتقديرهم واحترامهم بحسب ما ذكر في القرآن: ﴿آمَنَ الرَّسُولُ بِمَا أُنْزِلَ إِلَيْهِ مِنْ رَبِّهِ وَالْمُؤْمِنُونَ كُلٌّ آمَنَ بِاللَّهِ وَمَلَائِكَتِهِ وَكُتُبِهِ وَرُسُلِهِ لَا نُفَرِّقُ بَيْنَ أَحَدٍ مِنْ رُسُلِهِ وَقَالُوا سَمِعْنَا وَأَطَعْنَا غُفْرَانَكَ رَبَّنَا وَإِلَيْكَ الْمَصِيرُ ۝٢٨٥﴾ [البقرة:285]، وبالتالي يقتضي ذلك الإيمان بكل ما أتوا به.

### التوراة
التوراة هو الكتاب الذي أنزله الله وفقا للعقيدة الإسلامية على موسى، والتوراة كتاب عظيم اشتمل على النور والهداية حيث جاء في القرآن:
- في سورة المائدة الآية 44: ﴿إِنَّا أَنْزَلْنَا التَّوْرَاةَ فِيهَا هُدًى وَنُورٌ يَحْكُمُ بِهَا النَّبِيُّونَ الَّذِينَ أَسْلَمُوا لِلَّذِينَ هَادُوا وَالرَّبَّانِيُّونَ وَالْأَحْبَارُ بِمَا اسْتُحْفِظُوا مِنْ كِتَابِ اللَّهِ وَكَانُوا عَلَيْهِ شُهَدَاءَ فَلَا تَخْشَوُا النَّاسَ وَاخْشَوْنِ وَلَا تَشْتَرُوا بِآيَاتِي ثَمَنًا قَلِيلًا وَمَنْ لَمْ يَحْكُمْ بِمَا أَنْزَلَ اللَّهُ فَأُولَئِكَ هُمُ الْكَافِرُونَ ۝٤٤﴾ [المائدة:44].[5]
- في سورة الأنعام الآية 154: ﴿ثُمَّ آتَيْنَا مُوسَى الْكِتَابَ تَمَامًا عَلَى الَّذِي أَحْسَنَ وَتَفْصِيلًا لِكُلِّ شَيْءٍ وَهُدًى وَرَحْمَةً لَعَلَّهُمْ بِلِقَاءِ رَبِّهِمْ يُؤْمِنُونَ ۝١٥٤﴾ [الأنعام:154].[6]

ولقد أخبر الله في القرآن بأن هذه التوراة قد تعرضت للتحريف، ولذلك أرسل الله نبيه عيسى لهداية اليهود إلى الحق من جديد.
أما التوراة الموجودة اليوم فهي ما يطلق عليه الشريعة المكتوبة، كما يطلق لفظ (التلمود) على الشريعة الشفهية.

### الزبور
الزبور هو الكتاب الذي أنزله الله على نبيه داود وقد ورد ذكره في القرآن في سورة الإسراء الآية رقم 55: ﴿وَرَبُّكَ أَعْلَمُ بِمَنْ فِي السَّمَاوَاتِ وَالْأَرْضِ وَلَقَدْ فَضَّلْنَا بَعْضَ النَّبِيِّينَ عَلَى بَعْضٍ وَآتَيْنَا دَاوُدَ زَبُورًا ۝٥٥﴾ [الإسراء:55]، وأيضا في سورة النساء: ﴿إِنَّا أَوْحَيْنَا إِلَيْكَ كَمَا أَوْحَيْنَا إِلَى نُوحٍ وَالنَّبِيِّينَ مِنْ بَعْدِهِ وَأَوْحَيْنَا إِلَى إِبْرَاهِيمَ وَإِسْمَاعِيلَ وَإِسْحَاقَ وَيَعْقُوبَ وَالْأَسْبَاطِ وَعِيسَى وَأَيُّوبَ وَيُونُسَ وَهَارُونَ وَسُلَيْمَانَ وَآتَيْنَا دَاوُدَ زَبُورًا ۝١٦٣﴾ [النساء:163]. وقد تاتي كلمة زبور بمعنى الكتب المقدسة جميعها، أو كما فسرها العلماء بمعنى اللوح المحفوظ كما جاء في القرآن: ﴿وَلَقَدْ كَتَبْنَا فِي الزَّبُورِ مِنْ بَعْدِ الذِّكْرِ أَنَّ الْأَرْضَ يَرِثُهَا عِبَادِيَ الصَّالِحُونَ ۝١٠٥﴾ [الأنبياء:105].

### الإنجيل
الإنجيل هو الكتاب الذي أنزله الله وفقا للعقيدة الإسلامية على المسيح بعدما أنزل التوراة على موسى ومؤيدًا لها، وموافقًا لها في أكثر الأمور الشرعية، يهدي إلى الصراط المستقيم، ويبين الحق من الباطل، ويدعو إلى عبادة الله وحده دون من سواه، وهو الإنجيل الذي أنزل على عيسى المسيح .
ذُكر الإنجيل في العديد من المواضع في القرآن الكريم منها الآية 46 من سورة المائدة: ﴿وَقَفَّيْنَا عَلَى آثَارِهِمْ بِعِيسَى ابْنِ مَرْيَمَ مُصَدِّقًا لِمَا بَيْنَ يَدَيْهِ مِنَ التَّوْرَاةِ وَآتَيْنَاهُ الْإِنْجِيلَ فِيهِ هُدًى وَنُورٌ وَمُصَدِّقًا لِمَا بَيْنَ يَدَيْهِ مِنَ التَّوْرَاةِ وَهُدًى وَمَوْعِظَةً لِلْمُتَّقِينَ ۝٤٦﴾ [المائدة:46].

### القرآن
القرآن بحسب العقيدة الإسلامية هو كلام الله المنزل على النبي محمد وهو دستور المسلمين الأول الذي منه أُخذت الأحكام الشرعية والفرائض وغيرها. وقد سَمّى الله القرآن (كلام الله) فقال: ﴿وَإِنْ أَحَدٌ مِنَ الْمُشْرِكِينَ اسْتَجَارَكَ فَأَجِرْهُ حَتَّى يَسْمَعَ كَلَامَ اللَّهِ ثُمَّ أَبْلِغْهُ مَأْمَنَهُ ذَلِكَ بِأَنَّهُمْ قَوْمٌ لَا يَعْلَمُونَ ۝٦﴾ [التوبة:6].
كما وأخبر أنه أنزل القرآن، وأنه نزّله تنْزِيلا، حيث قال: ﴿وَقُرْآنًا فَرَقْنَاهُ لِتَقْرَأَهُ عَلَى النَّاسِ عَلَى مُكْثٍ وَنَزَّلْنَاهُ تَنْزِيلًا ۝١٠٦﴾ [الإسراء:106].
والقرآن هو آخر الكتب السماوية وخاتمها، وأطولها، وأشملها، والحاكم عليها حيث جاء في القرآن:
- ﴿وَأَنْزَلْنَا إِلَيْكَ الْكِتَابَ بِالْحَقِّ مُصَدِّقًا لِمَا بَيْنَ يَدَيْهِ مِنَ الْكِتَابِ وَمُهَيْمِنًا عَلَيْهِ فَاحْكُمْ بَيْنَهُمْ بِمَا أَنْزَلَ اللَّهُ وَلَا تَتَّبِعْ أَهْوَاءَهُمْ عَمَّا جَاءَكَ مِنَ الْحَقِّ لِكُلٍّ جَعَلْنَا مِنْكُمْ شِرْعَةً وَمِنْهَاجًا وَلَوْ شَاءَ اللَّهُ لَجَعَلَكُمْ أُمَّةً وَاحِدَةً وَلَكِنْ لِيَبْلُوَكُمْ فِي مَا آتَاكُمْ فَاسْتَبِقُوا الْخَيْرَاتِ إِلَى اللَّهِ مَرْجِعُكُمْ جَمِيعًا فَيُنَبِّئُكُمْ بِمَا كُنْتُمْ فِيهِ تَخْتَلِفُونَ ۝٤٨﴾ [المائدة:48].[12]
- ﴿وَمَا كَانَ هَذَا الْقُرْآنُ أَنْ يُفْتَرَى مِنْ دُونِ اللَّهِ وَلَكِنْ تَصْدِيقَ الَّذِي بَيْنَ يَدَيْهِ وَتَفْصِيلَ الْكِتَابِ لَا رَيْبَ فِيهِ مِنْ رَبِّ الْعَالَمِينَ ۝٣٧﴾ [يونس:37].[13]
- ﴿لَقَدْ كَانَ فِي قَصَصِهِمْ عِبْرَةٌ لِأُولِي الْأَلْبَابِ مَا كَانَ حَدِيثًا يُفْتَرَى وَلَكِنْ تَصْدِيقَ الَّذِي بَيْنَ يَدَيْهِ وَتَفْصِيلَ كُلِّ شَيْءٍ وَهُدًى وَرَحْمَةً لِقَوْمٍ يُؤْمِنُونَ ۝١١١﴾ [يوسف:111][14]، وقال أهل التفسير في القول ﴿وَمُهَيْمِنًا عَلَيْهِ﴾: مهيمنًا وشاهدًا على ما قبله من الكتب، ومصدقًا لها؛ يعني يصدق ما فيها من الصحيح، وينفي ما وقع فيها من تحريف، وتبديل، وتغيير، ويحكم عليها بالنسخ أو التقرير كما قال الشيخ ابن سعدي في قوله: ﴿وَمُهَيْمِنًا عَلَيْهِ﴾: أي مشتملًا على ما اشتملت عليه الكتب السابقة وزيادة في المطالب الإلهية، والأخلاق النفسية؛ فهو الكتاب الذي يتبع كل حق جاءت به الكتب، فأمر به، وحث عليه، وأكثر من الطرق الموصلة إليه، وهو الكتاب الذي فيه نبأ السابقين واللاحقين، وهو الكتاب الذي فيه الحكم والحكمة، والأحكام الذي عرضت عليه الكتب السابقة، فما شهد له بالصدق فهو المقبول، وما شهد له بالرد فهو مردود قد دخله التحريف والتبديل، وإلا لو كان من عند الله لم يخالفه.

ولهذا يخضع له كل متمسك بالكتب المتقدمة ممن لم ينقلب على عقبيه، وذلك كما جاء في القرآن: ﴿الَّذِينَ آتَيْنَاهُمْ الْكِتَابَ مِنْ قَبْلِهِ هُمْ بِهِ يُؤْمِنُونَ (52) وَإِذَا يُتْلَى عَلَيْهِمْ قَالُوا آمَنَّا بِهِ إِنَّهُ الْحَقُّ مِنْ رَبِّنَا إِنَّا كُنَّا مِنْ قَبْلِهِ مُسْلِمِينَ (53)﴾.
فالقرآن هو رسالة الله لجميع الخلق، وقد تكفل الله بحفظه كما جاء في القرآن: ﴿إِنَّا نَحْنُ نَزَّلْنَا الذِّكْرَ وَإِنَّا لَهُ لَحَافِظُونَ ۝٩﴾ [الحجر:9].

## روابط خارجية
- الإسلام بين يدي الملايين
- https://www.islamhouse.com/p/50111
- https://www.islamhouse.com/p/50383
- دراسات عن العهد القديم والجديد
- كتاب العهد القديم والجديد
- مواعظ عن كتب العهد القديم والجديد